# 節記号
節記号（せつきごう、section sign）は、節を表す § という約物である。セクションマーク（またはセクション）とも呼ばれる。ラテン文字の S を縦に二つ並べた字形に由来する。
ラテン言語の文書においてよく使用される。節の始めに置き、節番号を後ろにつけて §1 のように用いる。通常は section one と読まれる。続けて節の見出しを記述する場合もある。

## 符号位置
| 記号 | Unicode | JIS X 0213 | 文字参照             | 名称   |
| ---- | ------- | ---------- | -------------------- | ------ |
| §    | U+00A7  | 1-2-88     | &sect; &#xA7; &#167; | 節記号 |